# Junior Alcántara
Junior Alcántara (født 2004) er en dominikansk bokser.
Han repræsenterede Den Dominikanske Republik ved sommer-OL 2024 i Paris, hvor han vandt bronze i fluevægtsdivisionen.